# Джиммі Макгрорі
Джиммі Макгрорі (англ. Jimmy McGrory, нар. 26 квітня 1904, Глазго — пом. 20 жовтня 1982, Глазго) — шотландський футболіст, що грав на позиції нападника. Один з найкращих бомбардирів в історії британського футболу. Виступаючи за шотландські клуби «Селтік» та «Клайдбанк», Макгрорі домігся надвисокої результативності, забивши 408 голів у 408 матчах ліги і став другим (після Імре Шлоссера) футболістом в історії світового футболу, який забив понад 400 голів в офіційних матчах. У списку найкращих снайперів за всю історію футболу він знаходиться на восьмому місці. Володар рекорду по числу забитих голів за «Селтік» — 397. Член Залу футбольної слави Шотландії.
Разом з «Селтіком» ставав чемпіоном Шотландії 1926, 1936 і 1938 років, а також володарем Кубка Шотландії 1925, 1927, 1931, 1933 і 1937 років. Найкращий бомбардир чемпіонату Шотландії 1927 (49 голів), 1928 (47 голів) і 1936 років (50 голів). Незважаючи на високу результативність на клубному рівні, в шотландську збірну Джеймс викликався всього кілька разів. У 1928—1934 роках провів за збірну Шотландії лише 7 матчів, забив 6 голів. Чемпіон Британії 1929 і 1931 років.
По завершенні ігрової кар'єри — футбольний тренер. Спочатку тренував «Кілмарнок», а з серпня 1945 по липень 1965 тренував «Селтік» (провів 244 матчі). На посаді тренера — чемпіон Шотландії 1954 року, володар Кубка Шотландії 1951 і 1954 років, Кубка шотландської ліги 1957 і 1958 років.

## Клубна кар'єра

### Ранні роки
Народився 26 квітня 1904 року в місті Глазго, ставши вже восьмою дитиною в сім'ї Макгрорі. Батьки Джиммі, як і багато інших ірландців-католиків тих часів, у вісімдесяті роки 19 століття перебралися в Глазго в пошуках кращого життя і, що природно, оселилися в районі Гарнгад, що служив основним поселенням для вихідців з Зеленого острова. Один з його братів помер на тринадцятому місяці життя від менінгіту, що було нерідким явищем у ті роки. Футбол служив єдиною розвагою синів. У ті роки діти поверталися додому тільки для того, щоб спати і їсти, проводячи весь вільний час на вулицях.
Як і кожна дитина Гарнгада, Джиммі мріяв бути центрфорвардом. Він не володів достатньо високим зростом, але мав широкі плечі і міцну фактуру, тому пристосувався не тільки до дворових баталій, але і до гри на серйозному рівні. Отримати бажану роль йому не вдавалося дуже довго: в школі на цій позиції грав габаритний хлопець Віллі Макгонагл, і Джиммі задовольнявся роллю правого півзахисника. Віллі був старше Макгрорі, тому раніше закінчив школу, дозволивши Джиммі провести деякий час на позиції центрфорварда. По закінченні навчання Джиммі потрапив в юнацьку команду «Сент-Роч», але знову Макгрорі залишився за спиною Макгонагла, який був центрфорвардом і тут.

### «Сент-Роч»
У віці 17 рокі «Сент-Роч» підписав з ним перший контракт. Зарплата в два фунти на тиждень була великим подарунком для бідуючої сім'ї — ще у віці 12 років Макгрорі втратив матір. Джиммі продовжував грати на позиції правого хава, але встиг справити враження на скаутів «Селтіка». Незважаючи на те, що перехід в елітний клуб не обіцяв нічого доброго: в той час на тій же позиції виступав найкращий футболіст країни Петсі Галлахер, а його першою заміною був також кваліфікований форвард Джонні Маккей. Тим не менш Джиммі був готовий представляти «Кельтів» навіть безкоштовно, хоча його зарплатня відразу зросла до десяти фунтів на тиждень.

### «Клайдбанк»
Після проведеної в «Селтіку» другої половини сезону 1922/23, де Макгрорі зіграв лише 3 матчі в чемпіонаті (1 гол) і 1 у кубку, він був відданий в оренду клубу Клайдбанк, який якраз піднявся в елітний дивізіон чемпіонату Шотландії за підсумками того сезону. Він провів у цьому клубі більшу частину наступного чемпіонату, забивши 13 голів в 30 матчах, але не допоміг уникнути вильоту з чемпіонату. Проте ще до завершення сезону форвард був повернений в «Селтік», після того як в очному матчі на Селтік Парк гості виграли 2:1 завдяки його вирішального голу.

### «Селтік»

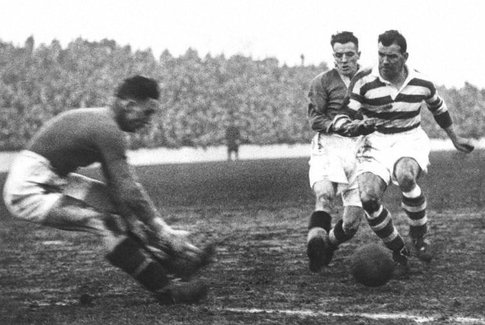
Джиммі Макгрорі (праворуч) під час виступів «Селтік». Фото 1930-х років.

Незабаром Макгрорі був переведений на позицію центрального нападника після того, як у «Болтон» відправився колишній форвард команди Джо Кессіді. Макгрорі не забив жодного м'яча у перших трьох матчах, але його професійну долю різко змінила особиста трагедія. Напередодні четвертого поєдинку з «Фалкірком» був вбитий батько Макгрорі, похорони відбулися вранці в суботу, після чого Джиммі миттю подався на виїзний матч команди, будучи впевненим, що він так і не вийде на поле. Іншої думки був менеджер Кельтів Віллі Мейлі. «Я знаю, які почуття ти переживаєш зараз, але я хочу, щоб ти вийшов на поле і відіграв дев'яносто хвилин. Це допоможе тобі пережити ці відчуття», — заявив Мейлі перед початком поєдинку. У тій зустрічі Макгрорі забив свій перший м'яч і зовсім скоро «Селтік Парк» отримав свого головного героя.
У тому сезоні (1924/25) Джиммі виграв з клубом перший трофей, до якого був по-справжньому причетний — національний кубок. У півфіналі Кубка Шотландії на Гемпден Парк «Селтік» зійшовся в бою з ворогами з «Рейнджерс» у матчі, свідками якого стали сто тисяч глядачів. Кельти розгромили суперників з рахунком 5:0, а Макгрорі відзначився дублем, на роки вперед ставши злим генієм «Джерс». Усього на його рахунку 27 голів у дербі.
Вже з того сезону Джиммі виступав в основному складі «Селтіка», залишаючись там до кінця кар'єри в 1937 році. За цей час він двічі виграв Чемпіонат Шотландії і п'ять разів — Кубок. Також зіграв 10 матчів на початку переможного для «Селтік» сезону 1937/1938. Крім того, тричі ставав найкращим бомбардиром чемпіонату. Усього в активі Макгрорі 408 голів у 408 матчах Шотландської ліги (з них 395 у 378 матчах за «Селтік»). За всю кар'єру він забив 550 голів (рекорд для британського футболу), з них 522 за «Селтік» (клубний рекорд). Ці показники нікому не вдалося перевершити і донині.
В серпні 1927 року клуб без його відома вже погодив трансфер форварда в лондонський «Арсенал» — каноніри давали за шотландця десять тисяч фунтів, які зробили б його на той момент найдорожчим футболістом у світі. Зустріч з менеджером «Арсеналу» Гербертом Чепменом і представником правління сером Семюелом Гілл-Вудом була організована таємно від Джиммі, але вислухавши пропозицію авторитетних людей, він навідріз відмовився. Макгрорі сформулював свою причину гранично ясно: «Макгрорі з Арсеналу і близько не звучало так, як Макгрорі з Селтіка».
Проте травми, які почастішали на пізньому етапі кар'єри, змусили Макгрори завершити кар'єру у віці 33-х років у 1937 році.

## Виступи за збірну
25 лютого 1928 року дебютував в офіційних матчах у складі національної збірної Шотландії в грі проти збірної Ірландії (0:1) у рамках Домашнього чемпіонату Великої Британії. Проте конкуренцію в збірній Макгрорі програв Х'ю Галлахер, тому вдруге Джиммі вийшов на поле у складі збірної лише через три роки, коли Галлахер почав завершувати кар'єру в збірній. В тому матчі завдяки голу Макгрогі Шотландія перемогла 2:0 збірну Англії і розділила перемогу на чемпіонаті Великої Британії 1931 року.
Після цього протягом двох наступних років Макгрорі зіграв ще у п'яти матчах Домашнього чемпіонату Великої Британії, забивши в них п'ять голів. Всього протягом кар'єри у національній команді, яка тривала 6 років, провів у формі головної команди країни лише 7 матчів, забивши 6 голів.

## Кар'єра тренера
Макгрорі було дозволено покинути «Селтік» в грудні 1937, щоб стати менеджером «Кілмарнока», за умови, що він завершить ігрову кар'єру. У своєму першому сезоні як менеджера, він вивів «Кілмарнок» до фіналу Кубка Шотландії, вибивши по ходу турніру «Селтік» і «Рейнджерс». Проте у фінальній грі 23 квітня 1938 команда Макгрорі зіграла внічию 1:1 з «Іст Файфом», а в переграванні, яке було проведене через чотири дні, «Кілмарнок» програв 2:4.
У наступному сезоні, першому повному для Макгрорі, команда домагається суттєвого прогресу в чемпіонаті (10-е місце проти торішнього 18-го). Однак Друга світова війна перериває офіційні змагання в Шотландії.
Після війни, в 1945 році, Макгрорі повертається на Селтік Парк як тренер, де проводить наступні 20 років. Той період в історії «Селтіка» не був усипаний славою, але Макгрорі також вдалося в 1954 році виграти перше за 16 років чемпіонство — попереднє було завойовано в останній рік його ігрової кар'єри. Крім того, «Селтік» під керівництвом Джиммі виграв два національні кубки і два Кубки ліги. Також під час свого перебування на почту, «кельти» здобули одну зі своїх найвідоміших перемог — розгром з рахунком 7:1 своїх головних ворогів «Рейнджерс» в фіналі кубка шотландської ліги 1957 року. І досі цей результат залишається найбільшою перемогою «біло-зелених» за всю історію протистояння «Старої Фірми» і найбільшим виграшем у вирішальних матчах британських професійних кубків.
У 1965 році Джиммі Макгрорі закінчив тренерську кар'єру, поступившись своїм місцем Джоку Стейну, який через два роки привів Кельтів до перемоги в Кубку європейських чемпіонів.
Помер 20 жовтня 1982 року на 79-му році життя у місті Глазго.

## Статистика

### Клубна
| Клуб        | Сезон   | Чемпіонат | Чемпіонат | Кубок Шотландії | Кубок Шотландії | Кубок Глазго | Кубок Глазго | Glasgow Charity Cup | Glasgow Charity Cup | Всього | Всього |
| Клуб        | Сезон   | Ігор      | Голів     | Ігор            | Голів           | Ігор         | Голів        | Ігор                | Голів               | Ігор   | Голів  |
| ----------- | ------- | --------- | --------- | --------------- | --------------- | ------------ | ------------ | ------------------- | ------------------- | ------ | ------ |
| «Селтік»    | 1922-23 | 3         | 1         | 1               | 0               | 0            | 0            | 0                   | 0                   | 4      | 1      |
| «Клайдбанк» | 1923-24 | 30        | 13        | 3               | 3               | 0            | 0            | 0                   | 0                   | 33     | 16     |
| «Селтік»    | 1923-24 | 0         | 0         | 0               | 0               | 0            | 0            | 2                   | 1                   | 2      | 1      |
| «Селтік»    | 1924-25 | 25        | 17        | 8               | 11              | 2            | 2            | 1                   | 0                   | 36     | 30     |
| «Селтік»    | 1925-26 | 37        | 35        | 6               | 6               | 6            | 6            | 3                   | 2                   | 52     | 49     |
| «Селтік»    | 1926-27 | 33        | 48        | 6               | 9               | 2            | 2            | 0                   | 0                   | 41     | 59     |
| «Селтік»    | 1927-28 | 36        | 47        | 6               | 6               | 3            | 9            | 1                   | 0                   | 46     | 62     |
| «Селтік»    | 1928-29 | 21        | 21        | 6               | 10              | 4            | 3            | 3                   | 8                   | 34     | 42     |
| «Селтік»    | 1929-30 | 26        | 32        | 3               | 4               | 5            | 4            | 1                   | 1                   | 35     | 41     |
| «Селтік»    | 1930-31 | 29        | 36        | 6               | 8               | 2            | 1            | 1                   | 2                   | 38     | 47     |
| «Селтік»    | 1931-32 | 22        | 28        | 1               | 0               | 3            | 2            | 2                   | 0                   | 28     | 30     |
| «Селтік»    | 1932-33 | 25        | 22        | 8               | 8               | 3            | 2            | 2                   | 3                   | 38     | 35     |
| «Селтік»    | 1933-34 | 27        | 17        | 3               | 1               | 1            | 1            | 0                   | 0                   | 31     | 19     |
| «Селтік»    | 1934-35 | 27        | 18        | 4               | 2               | 1            | 0            | 1                   | 1                   | 33     | 21     |
| «Селтік»    | 1935-36 | 32        | 50        | 1               | 0               | 2            | 0            | 2                   | 1                   | 37     | 51     |
| «Селтік»    | 1936-37 | 25        | 18        | 8               | 9               | 0            | 0            | 0                   | 0                   | 35     | 28     |
| «Селтік»    | 1937-38 | 10        | 5         | 0               | 0               | 1            | 1            | 0                   | 0                   | 11     | 6      |
| Загалом     | Загалом | 408       | 408       | 70              | 77              | 35           | 33           | 21                  | 20                  | 534    | 538    |

### Збірна
| # | Дата            | Місце                   | Суперник | Рахунок | Голи | Турнір                                      |
| - | --------------- | ----------------------- | -------- | ------- | ---- | ------------------------------------------- |
| 1 | 25 лютого 1928  | «Фірхілл», Глазго       | Ірландія | 0-1     | —    | Домашній чемпіонат Великої Британії 1927-28 |
| 2 | 28 березня 1931 | «Гемпден-Парк», Глазго  | Англія   | 2-0     | 1    | Домашній чемпіонат Великої Британії 1930-31 |
| 3 | 19 вересня 1931 | Айброкс-Парк, Глазго    | Ірландія | 3-1     | 1    | Домашній чемпіонат Великої Британії 1931-32 |
| 4 | 31 жовтня 1931  | Рейскорс Граунд, Рексем | Уельс    | 3-2     | 1    | Домашній чемпіонат Великої Британії 1931-32 |
| 5 | 17 вересня 1932 | Віндзор-Парк, Белфаст   | Ірландія | 4-0     | 1    | Домашній чемпіонат Великої Британії 1932-33 |
| 6 | 1 квітня 1933   | «Гемпден-Парк», Глазго  | Англія   | 2-0     | 2    | Домашній чемпіонат Великої Британії 1932-33 |
| 7 | 16 вересня 1933 | Селтік Парк, Глазго     | Ірландія | 1-2     | —    | Домашній чемпіонат Великої Британії 1933-34 |

Макгрорі також зіграв у шести товариських міжнародних матчах, забивши 6 разів:
- Шотландська ліга проти ірландськогої ліги («Тайнкасл», Единбург, 27 жовтня 1926) 5:2 (1 гол)
- Англійська ліга проти шотландської ліги («Філберт Стріт», Лестер, 19 березня 1927) 2:2 (1 гол)
- Шотландська ліга проти англійської ліги (Айброкс-Парк, Глазго, 10 березня 1928) 2:6 (2 голи)
- Англійська ліга проти шотландської ліги (Вілла Парк, Бірмінгем, 7 листопада 1928) 2:1
- Шотландська ліга проти англійської ліги (Селтік Парк, Глазго, 7 листопада 1931) 4:3 (2 голи)
- Шотландська ліга проти англійської ліги (Айброкс-Парк, Глазго, 30 жовтня 1935) 2:2

### Тренерська
| Клуб        | З            | По            | Результат | Результат | Результат | Результат | Результат |
| Клуб        | З            | По            | І         | В         | Н         | П         | П%        |
| ----------- | ------------ | ------------- | --------- | --------- | --------- | --------- | --------- |
| «Кілмарнок» | 1937         | 1945          |           |           |           |           | —         |
| «Селтік»    | серпень 1945 | березень 1965 | 824       | 414       | 171       | 239       | 50,24     |

## Титули і досягнення

### Як гравця
- Чемпіон Шотландії (3):

«Селтік»: 1925-26 , 1935-36 , 1937-38
- Володар Кубка Шотландії (5):

«Селтік»: 1924-25, 1926-27, 1930-31, 1932-33, 1936-37

### Як тренера
- Чемпіон Шотландії (1):

«Селтік»: 1953-54
- Володар Кубка Шотландії (2):

«Селтік»: 1950-51, 1953-54
- Володар Кубка шотландської ліги (2):

«Селтік»: 1956-57, 1957-58

### Індивідуальні
- Найкращий бомбардир чемпіонату Шотландії: 1927 (49 голів), 1928 (47 голів) і 1936 років (50 голів)
- Найкращий бомбардир Домашнього чемпіонату Великої Британії: 1933 (3 голи)
- Рекордсмен Шотландії за кількістю голів, забитих в національному чемпіонаті — 410 в 408 матчах.
- Володар рекорду по числу забитих голів за «Селтік» — 397.
- 66-й футболіст Європи (за версією IFFHS) в XX столітті.